# The Boys of Summer
«The Boys of Summer» — песня, записанная американским рок-вокалистом и ударником Доном Хенли, вышедшая 26 октября 1984 года на лейбле Geffen. Издана в качестве лид-сингла с дебютного альбома Building the Perfect Beast. Авторами и продюсерами песни стали сам Дон Хенли с соавторами.
Премия «Грэмми» за лучшее мужское вокальное рок-исполнение в 1986 году, а видеоклип получил все главные призы (включая «Видео года») на церемонии MTV Video Music Awards.

## История
«The Boys of Summer» достиг пятого места в американском хит-параде Billboard Hot 100 и возглавлял рок-чарт Billboard Top Rock Tracks пять недель. В британском хит-параде UK Singles Chart песня была на 12-м месте. Переиздание сингла в 1998 году позволило ему снова подняться до № 12.
Песня получила положительные отзывы музыкальной критики и интернет-изданий.
25 февраля 1986 года на 28-й церемонии «Грэмми» Дон Хенли выиграл премию в категории Лучшее мужское вокальное рок-исполнение за эту песню, а также был номинирован к категории Лучшая запись года.
Журнал Rolling Stone включил «The Boys of Summer» в свой список The 500 Greatest Songs of All Time (№ 416).
Издание The Pitchfork 500 включило «The Boys of Summer» в справочник Pitchfork Media’s «Guide to the Greatest Songs from Punk to Present».

## Музыкальное видео
Музыкальное видео в чёрно-белом стиле поставил французский режиссёр Жан-Батист Мондино. Семилетнего мальчика сыграл Josh Paul (будущий бас-гитарист из рок-группы Daughtry), а девушку Audie England. В 1985 году на церемонии MTV Video Music Awards музыкальное видео этой песни выиграло такие престижные награды как Video of the Year, Best Direction, Best Art Direction, и Best Cinematography. Премию в категории Best Direction режиссёр Жан-Батист Модино получил из рук бывшего соучастника группы Eagles Гленна Фрая.

## Чарты
| Чарт (1984—1985)                                    | Высшая позиция |
| --------------------------------------------------- | -------------- |
| Австралия (Kent Music Report)                       | 3              |
| Канада (RPM)                                        | 15             |
| Германия (Media Control Charts)                     | 18             |
| Ирландия (IRMA)                                     | 7              |
| Нидерланды (Dutch Top 40)                           | 26             |
| Новая Зеландия (Recorded Music NZ)                  | 18             |
| Великобритания UK Singles (Official Charts Company) | 12             |
| США, Billboard Hot 100                              | 5              |
| США, Billboard Top Rock Tracks                      | 1              |

| Чарт (1998)                                          | Высшая позиция |
| ---------------------------------------------------- | -------------- |
| Ирландия (IRMA)                                      | 23             |
| Великобритания, UK Singles (Official Charts Company) | 12             |

| Чарт (2009)                         | Высшая позиция |
| ----------------------------------- | -------------- |
| Финляндия (Suomen virallinen lista) | 16             |
| Швеция (Sverigetopplistan)          | 35             |

| Чарт (2013)                                          | Высшая позиция |
| ---------------------------------------------------- | -------------- |
| Великобритания, UK Singles (Official Charts Company) | 61             |

| Чарт (1985)                   | Позиция |
| ----------------------------- | ------- |
| Австралия (Kent Music Report) | 37      |
| США, Billboard Hot 100        | 53      |

## Версия DJ Sammy
В 2002 году испанский музыкант DJ Sammy (вместе с вокалом голландской певицы Loona) сделал свою кавер-версию «The Boys of Summer» для альбома Heaven. Сингл имел успех в чартах и достиг позиции № 2 в Великобритании.

### Чарты (DJ Sammy)
| Чарт (2002—2003)                                 | Высшая позиция |
| ------------------------------------------------ | -------------- |
| Австралия (ARIA)                                 | 9              |
| Австрия (Ö3 Austria Top 40)                      | 49             |
| Бельгия/Фландрия (Ultratop 50)                   | 20             |
| Германия (GfK)                                   | 25             |
| Ирландия (IRMA)                                  | 15             |
| Новая Зеландия (Recorded Music NZ)               | 3              |
| Нидерланды (Dutch Top 40)                        | 19             |
| Нидерланды (Single Top 100)                      | 31             |
| Шотландия (OCC Scotland)                         | 1              |
| Швеция (Sverigetopplistan)                       | 36             |
| Великобритания (OCC UK Singles)                  | 2              |
| Великобритания (OCC UK Dance)                    | 7              |
| США Billboard Hot Dance Music/Maxi-Singles Sales | 5              |

## Версия The Ataris
В 2003 году рок-группа The Ataris сделала свою кавер-версию «The Boys of Summer» для их альбома So Long, Astoria. Сингл имел успех в чартах (№ 2 в Billboard Modern Rock Chart и № 20 в Billboard Hot 100).

### Чарты (The Ataris)
| Чарт (2003—2004)                                        | Высшая позиция |
| ------------------------------------------------------- | -------------- |
| Австралия (ARIA)                                        | 24             |
| Бразилия Singles Chart (ABPD)                           | 53             |
| songid field is MANDATORY FOR GERMAN CHARTS             | 45             |
| Новая Зеландия (Recorded Music NZ)                      | 17             |
| Швейцария (Schweizer Hitparade)                         | 87             |
| Великобритания UK Singles (The Official Charts Company) | 49             |
| США Billboard Hot 100                                   | 20             |
| США Billboard Hot Mainstream Rock Tracks                | 36             |
| США Billboard Hot Modern Rock Tracks                    | 2              |
| США Billboard Hot Adult Top 40 Tracks                   | 18             |
| США Billboard Top 40 Mainstream                         | 10             |